# Aiguilles de la Pennaz
Les aiguilles de la Pennaz, anciennement orthographiées aiguilles de la Penaz et parfois rencontré au singulier aiguille de la Pennaz, sont un sommet situé dans le massif du Beaufortain, en Haute-Savoie.

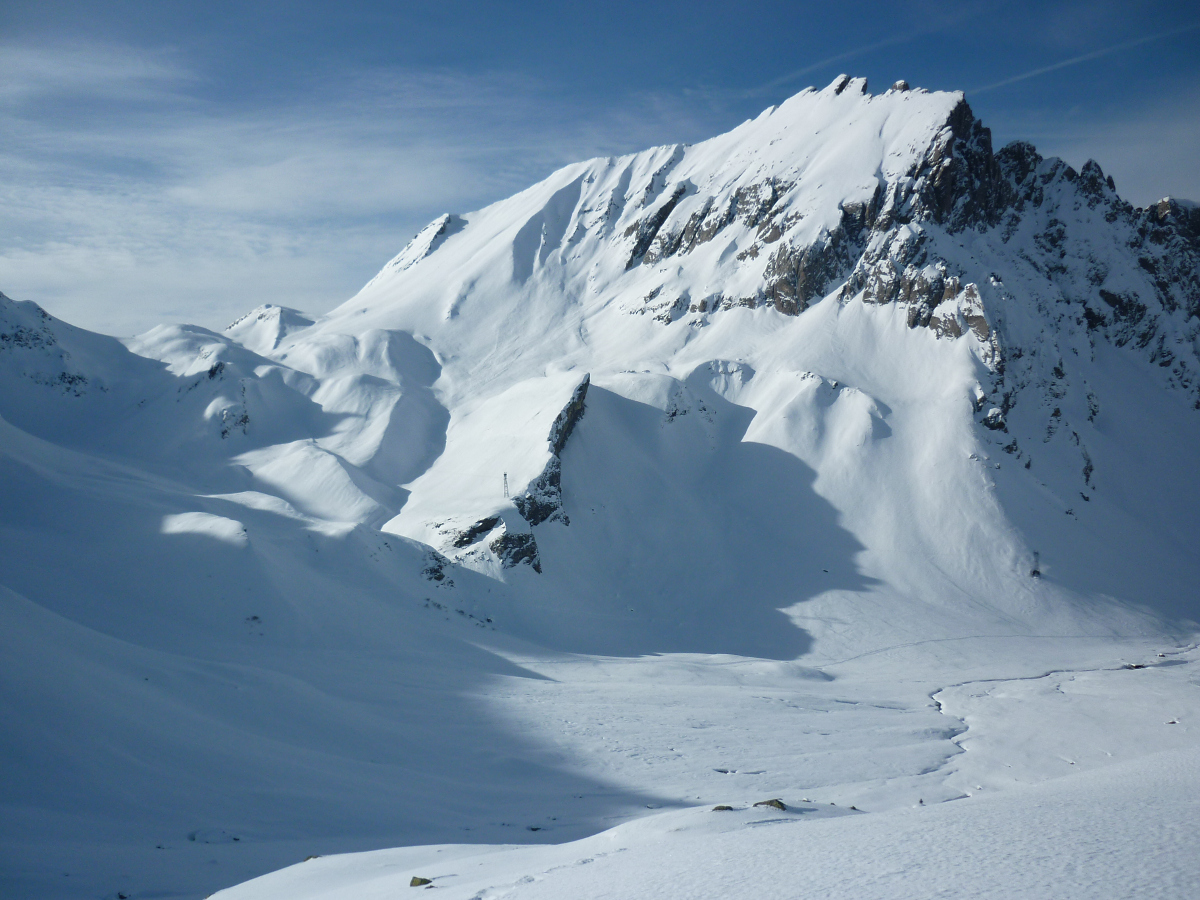
Vue des aiguilles de la Pennaz en hiver depuis les lacs Jovet au nord-est.

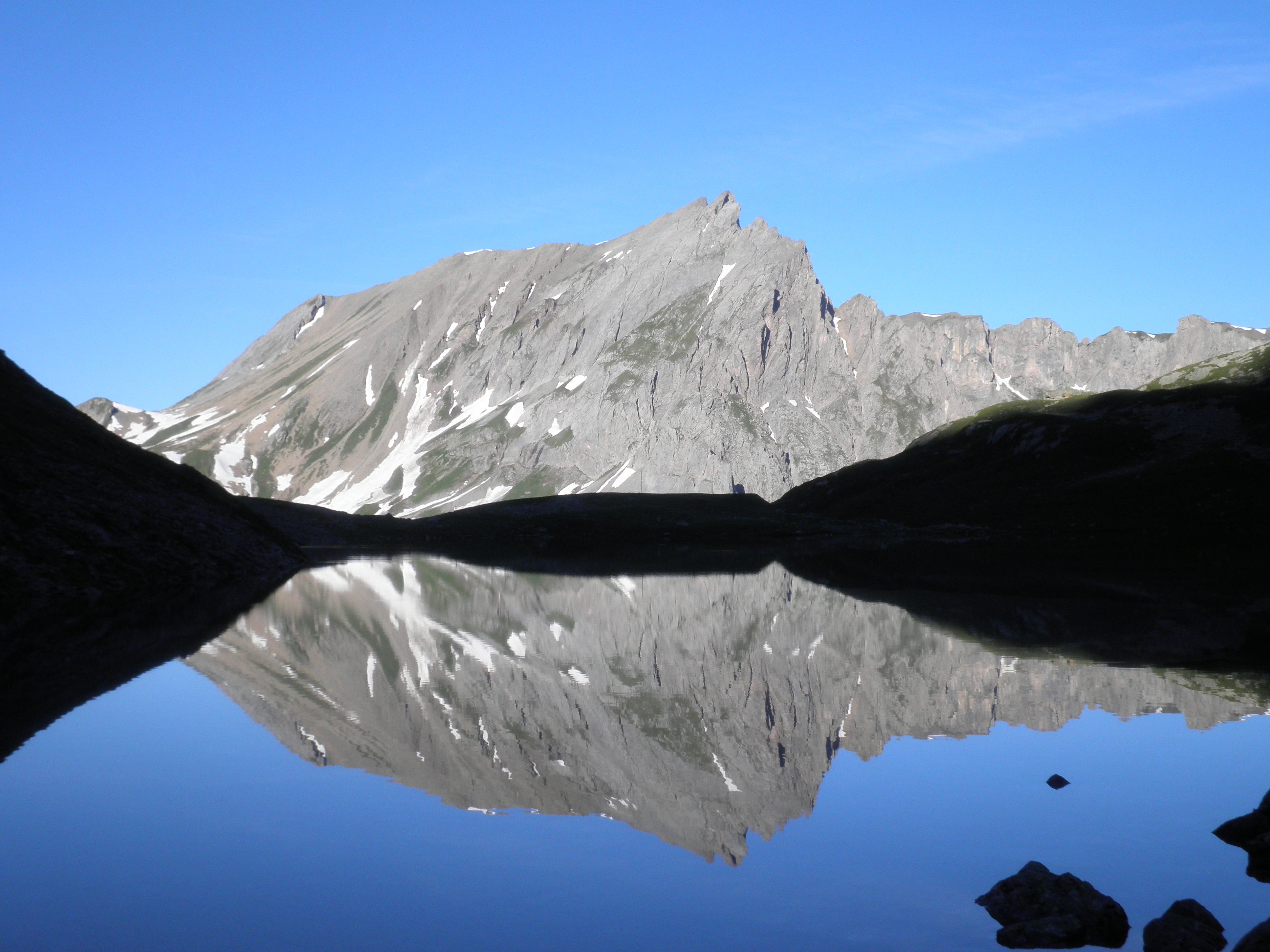
Vue des aiguilles de la Pennaz en été depuis les lacs Jovet au nord-est.